# Brás Garcia de Mascarenhas
Brás Garcia de Mascarenhas (1595 - 1656) fue un militar y poeta portugués.

## Biografía
En el contexto de la Guerra de Restauración portuguesa, a finales del siglo XVII, organizó un batallón de voluntarios, la Compañía de los Leones de Beira, que se hizo célebre por diversas acciones de guerra. Como recompensa por sus servicios, recibió el gobierno del Castillo de Alfaiates, situado en la frontera.
Después fue detenido en el Castillo de Sabugal, por desobedecer al general-comandante de Beira, Sancho Manuel. En este momento decidió escribir una epístola en verso al rey Juan IV de Portugal, recortando las letras de un libro de hagiografías. Se trata del poema épico Viriato Trágico. El rey, impresionado por el talento y las habilidades del reo, le devolvió la libertad.